# Bruno Schindler
Bruno Schindler (geboren 16. Oktober 1882 in Leschnitz; gestorben 29. Juli 1964 in London) war ein deutsch-britischer Sinologe.

## Leben und Wirken
Bruno Schindler besuchte bis 1903 die Oberrealschule in Gleiwitz und studierte in Berlin und Breslau Geschichte, politische Ökonomie und Staatsrecht. Von 1907 bis 1910 war als Privatsekretär von Moses Gaster in England. Dort entdeckte er seine Vorliebe für orientalische Sprachen, besonders für das  Chinesische. So promovierte er 1919 mit einer Arbeit zur Religion im frühen China bei August Conrady.

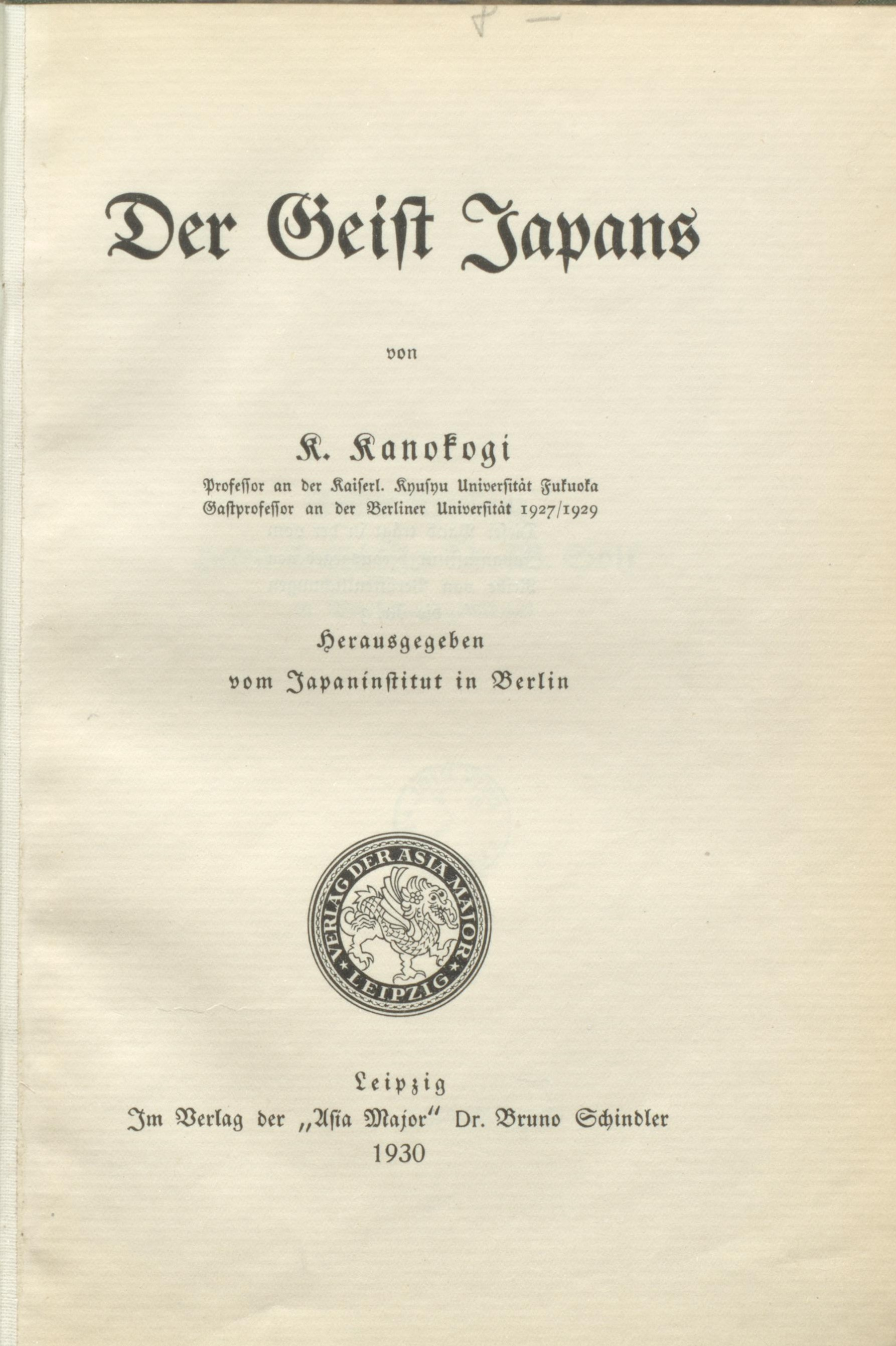
1930 im Verlag Asia Major erschienen.

Im gleichen Jahr heiratete er Alma Ehrlich, die ihn 1920 bei der Gründung des Verlags der Asia Major tatkräftig unterstützte. Die gleichnamige, von ihm herausgegebene Zeitschrift Asia Major, gilt als eine der maßgeblichsten der frühen europäischen Sinologie. Späterhin ermöglichte Schindler auch das Erscheinen der Zeitschriften Armeniaca, Causasica und Islamica.
Nach der Machtübergabe an die Nationalsozialisten emigrierte er 1933 nach England. In London gründete er mit seiner Frau die Regents Park School, in der auch emigrierte jüdische Kinder eine Schule fanden. Er wurde Verlagslektor bei Lund Humphries und betreute dort viele Titel in der Abteilung Orientalistik und Slavistik. 1949 gelang es ihm, die Zeitschrift Asia Major zu reaktivieren, die mit dem Untertitel British Journal of Far Eastern Studies 1975 eingestellt wurde. 

## Schriften (Auswahl)
- Das Priestertum im alten China. I. Teil. Königtum und Priestertum im alten China. Einleitung und Quellen (= Abhandlungen des Staatlichen Forschungsinstitutes für Völkerkunde zu Leipzig. I. Reihe, Band 3). Leipzig 1919.
- The development of the Chinese conceptions of supreme beings. Leipzig 1922 (Besprechung von v. Zach).
- (Hrsg.) Hirth Anniversary Volume. London 1923
- Zur Partikel 惟. In: Asia Major. Band 3, 1926, S. 575–584.
- Über einige altchinesische Hilfswörter. 3. 其 k'i 厥 küeh, 乃 nai und 之 chi. In: Asia Major. Band 9, 1932, S. 643–657.